# Ram de flors en una llotja
Ram de flors en una llotja (Bouquet dans une loge) és un quadre de 40 × 51 cm, de Pierre-Auguste Renoir i dipositat al Museu de l'Orangerie de París.

## Història
Com Manet i Degas, Renoir va interessar-se pel món de l'espectacle. Però no es fixà en l'escena, sinó en els espectadors, en els quals trobà motius de la vida moderna, mundanitats, vestits, efectes inèdits de la il·luminació artificial.

## Descripció
El ram de teatre, rodó, embolicat amb un paper blanc, que ací veiem sobre una butaca, era un accessori freqüent de l'espectadora elegant. La llotja tan sols és suggerida per la il·luminació lateral, procedent de l'escena, i per l'esbós d'una barana, a la dreta. L'audàcia de la disposició el·líptica fa d'aquesta natura morta una excepció en l'obra de Renoir.
Aquest ram de flors és molt proper del que sosté una de les noies del quadre titulat Al concert: la llotja (Williamstown, Sterling and Francine Clark Art Institute), datat el 1880 per l'artista.